# 마라탕
마라탕(중국어 간체자: 麻辣烫, 정체자: 麻辣燙, 병음: málàtàng, 한자음: 마랄탕)은 쓰촨 러산에서 유래한 중국의 음식으로, 탕 요리이다. 쓰촨 지역의 음식답게 향이 강하고 매운 맛이 특징이다. 마라(麻辣)라는 얼얼한 맛을 내는 중국 향신료를 이용 혀가 얼얼하게 마비되는 듯한 느낌은 마라에 화자오가 들어가기 때문이다. 마라탕에 넣는 재료로는 청경채, 납작당면, 옥수수면, 마라탕면, 숙주, 팽이버섯,  

## 마라탕의 기원
마라탕의(Spicy Hot Pot) 기원은 중국 쓰촨(四川) 러산(樂山)이다. 쓰촨 성의 뱃사공들은 배를 타다 잠시 강가에 정박한 뒤 주위의 재료들을 구해와 한 솥에 넣은 뒤 돌 위에 끓여 먹었는데 여기서 마라탕이 유래 되었다. 많은 사람들이 마라탕을 쓰촨식 훠궈에서 발전된 요리로 알고 있다. 하지만 그 반대인 마라탕이 훠궈의 전신이다.

## 마라탕 칼로리
마라탕은 재료들을 직접 선택할 수 있기 때문에 칼로리는 많이 달라질 수 있겠지만, 대략적으로 약 700~900kcal 정도 된다. 마라탕의 기본 재료는 고기(소고기, 양고기, 돼지고기 등), 해물, 두부, 버섯, 당면(중국당면, 분모자 당면 , 녹두 당면 등), 면(옥수수면, 뉴진면 등), 분모자(꽃 분모자,둥근 분모자, 납작 분모자 등) 등이며 이에 마라탕 양념을 넣어 조리한다. 마라탕 양념이 칼로리에 큰 영향을 끼치지는 않겠지만, 주로 칼로리가 많이 좌우되는 부분은 마라탕에 들어가는 주요 식재료가 될 수 있다. 또한 추가적으로 시키는 재료에 따라 칼로리가 달라지기 때문에 구체적인 칼로리는 매우 다양하다고 볼 수 있다.

## 종류

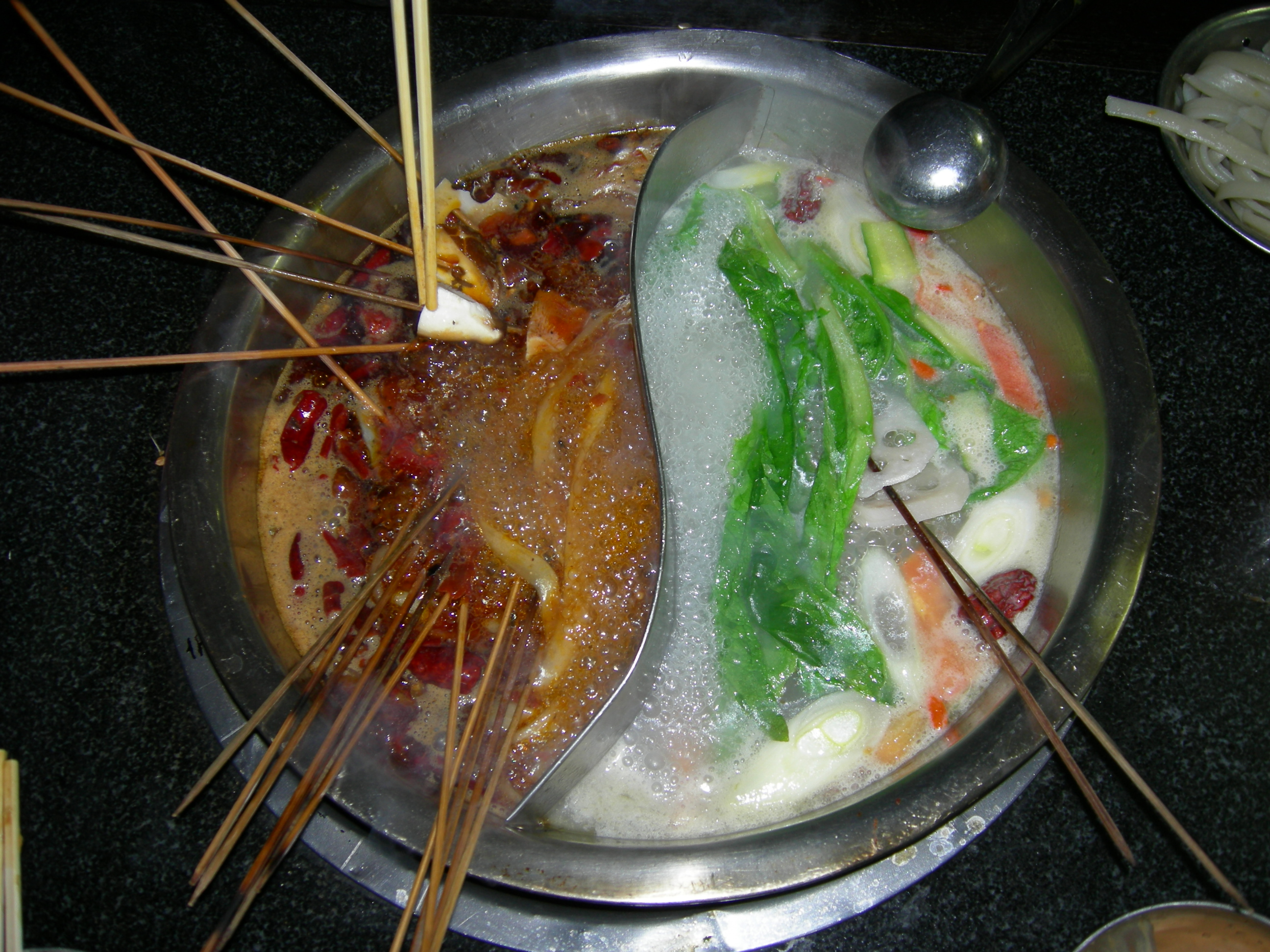
반반 냄비의 마라탕(시안시)

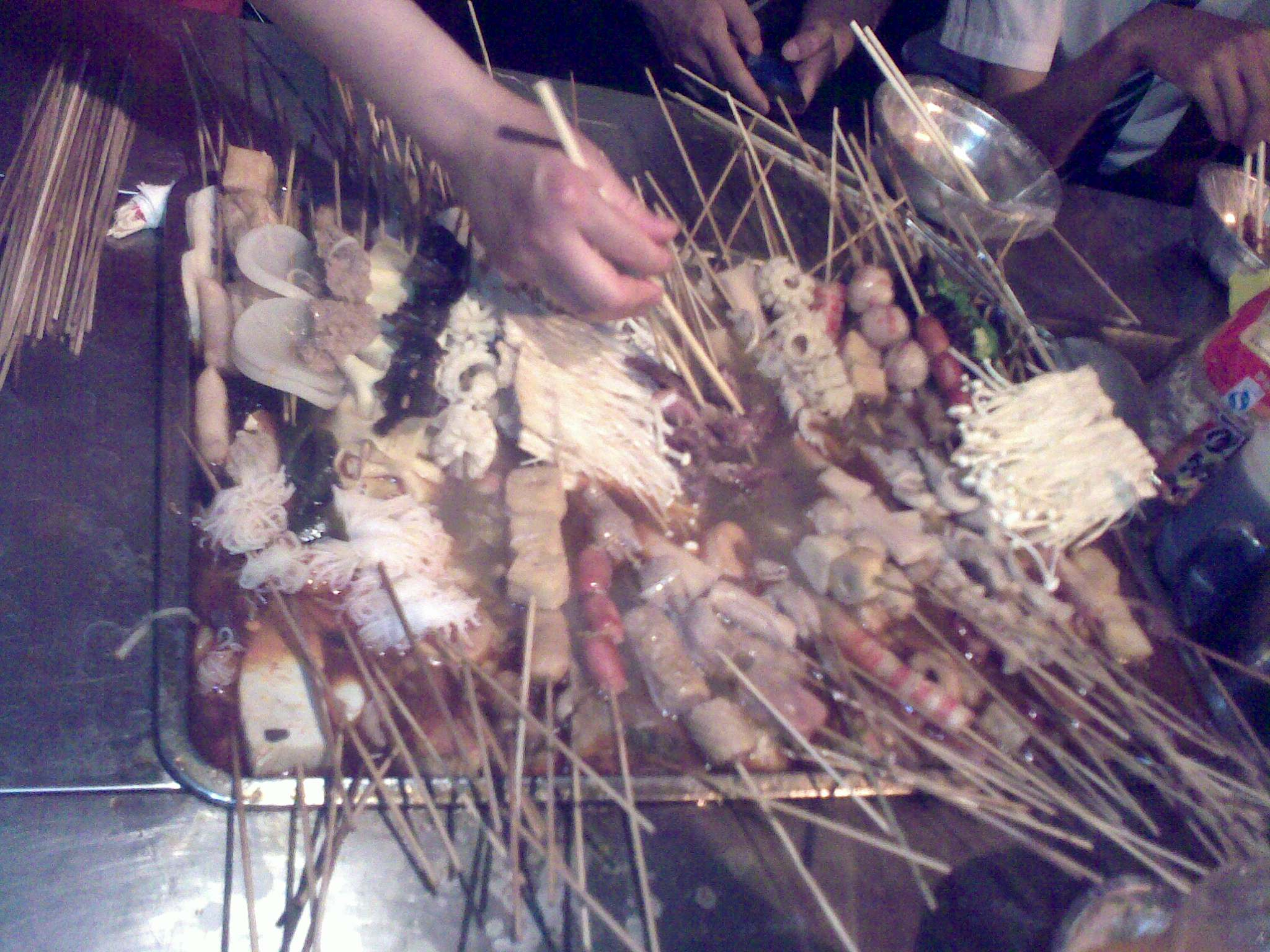
꼬치를 담가 먹는 마라탕(베이징 싼리툰)

마라탕에는 다양한 방식이 있다. 마라탕의 기원인 쓰촨 지역의 경우 식당에서는 훠궈와 비슷한 마라탕을 먹으며, 길거리에서는 미리 마련된 육수에 꼬치를 샤브샤브처럼 담갔다가 익히는 방식으로 먹는다. 이처럼 꼬치를 익혀 먹는 마라탕은 마라촨(麻辣串, 뀀)이나 촨촨샹(串串香)이라고도 부른다. 이 두 방식의 마라탕은 2000년대 들어 칭다오를 거쳐 베이징에서도 유행하였다. 이와 달리, 원하는 재료를 담아 무게에 따라 계산한 뒤, 한 번에 끓여서 내는 마라탕도 있다.

## 특징
마라탕에 식당들은 탕에 넣을 재료를 뷔페 형식으로 진열해 놓고 있는 경우가 대부분이다. 한국의마라탕 식당들도 대개 이러한 중국 식당의 방식을 사용한다. 손님이 양푼에 먹고 싶은 재료를 담아서 카운터에 내면 무게에 따라 가격을 매긴 후, 주방에서 재료를 넣고 조리하여 탕을 완성해서 가져다 준다.
식당에 따라서 마라탕에 땅콩이나 땅콩 양념을 넣는 곳도 있으므로, 땅콩 알레르기가 있는 경우 사전에 주의할 필요가 있다.

## 자주 사용되는 재료
- 두부
- 건두부
- 두부피
- 두부튀김
- 푸주
- 쇠고기
- 만두
- 어묵
- 연근
- 버섯
- 옥수수면
- 청경채
- 숙주나물
- 감자
- 메추리알
- 소시지
- 고구마
- 분모자
- 목이버섯
- 중국당면
- 납작분모자
- 팽이버섯
- 치즈떡
- 화미랑면
- 고구마떡
- 뉴진면
- 유부

## 대한민국에서의 유행
대한민국에서 마라탕은 인지도가 별로 없었지만 2010년대 후반에 들어 중국인과 유학생을 대상으로 한 전문 음식점이 늘어나면서 점점 한국인에게도 이름이 알려지기 시작했다. 2020년대 이후 마라탕의 얼얼한 매운맛이 젊은층을 중심으로 인기를 끌게 되면서 주요 번화가에 여러 마라탕 식당이 생겨나고, 마라라면, 마라치킨, 마라떡볶이, 마라닭발, 마라부대찌개, 마라피자, 마라탕후루 등의 마라 맛을 강조한 가공식품이 출시될 정도로 빠른 속도로 대중화되었다. 현재 대부분 음식점은 신화교가 운영하는 식당으로, 그중 탕화쿵푸는 대표적인 신화교 음식점이다.

## 위생 논란
대한민국 식품의약품안전처에서 2019년 6월 3일부터 7월 5일까지 마라탕과 마라샹궈 음식점 63곳에서 위생 점검을 하였는데, 더러운 주방에서 음식을 조리하는 등 총 37곳의 업체가 식품위생법 위반으로 적발되었다. 하이디라오(海底撈)훠궈의 열악한 주방 폭로 사건처럼 마라탕의 위생 불량은 중국에서도 문제가 되고 있다.

## 같이 보기
- 훠궈
- 마오차이
- 마라
- 마라샹궈